# Berd
Berd este un oraș din provincia Tavush, Armenia.